# Formocryptus khasianus
Formocryptus khasianus är en stekelart som först beskrevs av Cameron 1903.  Formocryptus khasianus ingår i släktet Formocryptus och familjen brokparasitsteklar. Inga underarter finns listade i Catalogue of Life.